# Forst, Karlsruhe
Forst là một thị trấn thuộc huyện Karlsruhe trong bang Baden-Württemberg, Đức. Đô thị này có diện tích 11,47 km², dân số thời điểm 31 tháng 12 năm 2006 là 7549 người. Thị trấn này tọa lạc 5 km về phía bắc Bruchsal và có chung ranh giới với thành phố này.